# 主麻章
主麻章（阿拉伯语：‎，意譯「星期五」）是古兰经第六十二章，有十一個阿亞。它是古蘭經頌詞之一，而其起首即是對真主阿拉的讚頌的文句。